# Las Cuevas (Teruel)
Las Cuevas es un despoblado medieval situado posiblemente en Caminreal aunque algunos autores lo sitúan en Monreal del Campo o Villafranca del Campo.

## Historia
Aparece citada por primera vez en la distribución de rentas del obispo Ramón de Castrocol de 1205, donde se referencia una localidad con el nombre de Covas, que de nuevo vuelve aparecer en una bula de Alejandro IV de 1260 en la que se ratifican las aldeas que pertenecían al obispado de Zaragoza. Aparece citada a continuación de los lugares de Villaba y Torriello o Torrijo, lo que podría dar una pista de la ubicación del lugar.
Andrés y Valero sitúa la aldea de las Cuevas entre los Ojos de Monreal y Villafranca y según él Pedro II se la entregaría a Gil Gonzalo de Liria, señor de Villafranca y Torre Baja. Este autor asimismo recogía la información aportada por Rodríguez Martel sobre Las Cuevas, según la cual las décimas de Las Cuevas serían incorporadas a la iglesia de Villafranca. 

## Teorías
Tradicionalmente se ha mantenido la teoría de que Villafranca del Campo surgiría de la unión de Las Cuevas, Torre Invidia y Saletas, aldeas que desaparecerían al surgir la nueva localidad. Dado que a finales del siglo XII hay ya menciones a Villafranca y para el moravedí de 1373 ya contaba con un número relativamente importante de habitantes, Las Cuevas habría desaparecido según esta teoría en una época muy temprana. 
Esa teoría es sin embargo considerada improbable dado que el actual término de Villafranca no muestra ninguna partida con el nombre de Las Cuevas, mientras que en Caminreal se encuentra la ermita de la Virgen de las Cuevas, santuario en torno al cual la tradición siempre ha situado un despoblado. No es descabellado pensar que pudiera denominarse Las Cuevas dado que muchos santuarios tomaron el nombre de la población desaparecida a la que pertenecían como es el caso por ejemplo de la Virgen de la Silla o del Santuario de Pelarda. 
La existencia de esta población situada en el término de Caminreal es recogida por el padre Faci en el siglo XVIII en su obra Aragón, reyno de Christo y dote de María Santíssima y por el párroco del lugar Augusto Godoy en el Novenario de la Virgen de las Cuevas, ya en el siglo XX. Ambos autores nos cuentan que en el término de La Caridad, cercano a la ermita, habría un pueblo que fue destruido en época musulmana. También narran que La Caridad y Las Cuevas pudieron ser dos pueblos que convivieran en una misma época o que se sucedieran pero previos a la fundación de Caminreal, existiendo en su época tan sólo unas ventas en el Camino Real en torno a las que finalmente surgiría el pueblo moderno. Caminreal se fundaría así tras la desaparición de La Caridad o Las Cuevas y en tal caso la población habría desaparecido igualmente con anterioridad a 1373 puesto que Caminreal aparece ya en el moravedí de ese año. 
Pese a que en la zona se han encontrado sepulcros antropomorfos que pudieran ser altomedievales cristianos y a que según Andrés y Valero fuera un recinto fortificado medieval, en el Inventarío Arqueológico de Calamocha se dice que dada su proximidad con Monreal y la ausencia de materiales en las inmediaciones es difícil identificar la Virgen de las Cuevas con el poblado de Las Cuevas. 
La ermita de las cuevas se sitúa entre Caminreal y Torrijo del Campo y según el Novenario de la Virgen existiría una antigua hermandad a la pertenecerían los vecinos de las dos localidades, caso similar a otras pardinas que poseían un santuario de gran devoción entre las gentes de los alrededores generalmente organizadas en una gran cofradía a la que pertenecían varias localidades. 
Por todo esto lo más aceptado entre los especialistas es la teoría de que la aldea de Las Cuevas se situaría en Caminreal y no en el término de Villafranca del Campo, como afirma Esteban Abad. Podría existir, sin embargo, la posibilidad de que se tratarse de dos aldeas distintas con la misma denominación o una denominación similar, tal y como ocurre por ejemplo con las pardinas de Monteagudo, habiendo documentadas una en las cercanías de Monforte de Moyuela y otra entre Manchones y Daroca.